# Juan Perón
Juan Domingo Perón, född 8 oktober 1895 i Lobos, provinsen Buenos Aires, död 1 juli 1974 i Buenos Aires, var en argentinsk arméöverste och Argentinas president 1946–1955 och 1973–1974. Perón grundlade en egen politisk ideologi, peronismen, som är en viktig del av argentinsk politik än idag.

## Biografi
Juan Perón deltog i militärkuppen 1943 och blev arbetsminister. Han blev populär hos arbetarklassen och 1945 försökte kollegorna avsätta honom. Efter omfattande protester och demonstrationer, främst från arbetarklassen blev han kvar i regeringen. 1946 valdes han till president. Påverkad av bland annat den italienska fascismen genomförde han nationaliseringar av industrin och andra reformer vilket gjorde honom mycket populär hos arbetarklassen men hatad av medel- och överklassen.
Peróns politik undertryckte den fria pressen och liberala kretsar, men tillät fackföreningsrörelsen att växa sig stark och stärkte hans egen ställning och popularitet genom de sociala reformprogrammen parade med stark nationalism. Utrikespolitiskt lanserade han den så kallade tredje positionen, fristående från såväl kapitalism som kommunism och gick till hårda angrepp mot bland annat USA och Storbritannien.
Efter en allt sämre ekonomi i landet störtades Perón i en militärkupp 1955. Han gick i landsflykt till Spanien där han fortsatte vara en politiker i bakgrunden. Han var bosatt i Puerta de Hierro, en av Madrids exklusiva stadsdelar. Under tiden i Spanien hade han en väl utbyggd underrättelseorganisation med hjälp bland annat av Aerolineas Argentinas-anställda som smugglade information till och från underjordiska organisationer i Argentina. Han återvände 1973 och valdes på nytt till president, men avled året därpå. Motsättningarna var då stora, även inom hans egen peroniströrelse.
Perón var i andra äktenskapet gift med Eva "Evita" Perón, som avled 1952. Hans tredje hustru, Isabel Perón, övertog presidentskapet 1974, men avsattes genom militärkuppen den 24 mars 1976.